# Unternehmen Edelweiß (Grönland)
Das Unternehmen Edelweiß war der Deckname einer deutschen Militäroperation und der Versuch der deutschen Wehrmacht im Zweiten Weltkrieg, eine Wetterstation in Grönland, dessen Verbindung zum besetzten Dänemark abgebrochen war, zu errichten.

## Geschichte
Im Frühjahr 1944 war das Unternehmen Bassgeiger aufgeflogen. Noch während sich die Mannschaft in Grönland befand und die Messungen fortsetze, wurde mit der Planung des Unternehmens Edelweiß begonnen. Am 29. Juli 1944 fuhren elf Mitglieder eines Wettertrupps unter der Leitung des Meteorologen Gottfried Weiss, der bereits von 1942 bis 1943 das Unternehmen Holzauge geleitet hatte, sowie des Leutnants Hans Alleweldt, an Bord des ehemaligen Trawlers Kehdingen von Wismar aus ab. Das Schiff erreichte das norwegische Tromsø, von wo aus man am 28. August vom U-Boot U 703 eskortiert Richtung Grönland fuhr. Das Ziel war die Dove Bugt, die sich deutlich weiter nördlich als die bisherigen beiden Wetterstationen befand.
Am 31. August erreichten beide Schiffe die Eiskante, von wo aus das U-Boot tags darauf nach Norwegen zurückkehren sollte. Als das U-Boot gerade aufbrechen sollte, wurden sie vom Eisbrecher Northland der US-amerikanischen Küstenwache entdeckt. Die Kehdingen versuchte sich in Sicherheit zu bringen, während das U-Boot zwei Torpedos in Richtung der Northland abschoss, die jedoch ihr Ziel verfehlten. Die Northland schoss zurück auf die Kehdingen, traf jedoch ebenfalls daneben. Das deutsche Schiff befand sich nur rund 200 Meter vor Kap Alf Trolle an der Südspitze von Store Koldewey, konnte aber nicht weiterkommen, da die Dove Bugt vereist war. Die Besatzung begann daraufhin die Selbstversenkung und versuchte an Bord von drei Rettungsbooten zu flüchten, aber bei zweien startete der Motor nicht. Man vertaute die Boote miteinander, sodass das eine die anderen beiden ziehen sollte. Die Northland konnte die Gruppe problemlos einholen. Die Deutschen wurden gefangen genommen, nach Island gebracht und gerieten anschließend in Kriegsgefangenschaft in den USA.